# Новодвур (Мазовецьке воєводство)
Новодвур (пол. Nowodwór) — село в Польщі, у гміні Сенниця Мінського повіту Мазовецького воєводства.
Населення — 142 особи (2011).
У 1975-1998 роках село належало до Седлецького воєводства.

## Демографія
Демографічна структура станом на 31 березня 2011 року:
|          | Загалом | Допрацездатний вік | Працездатний вік | Постпрацездатний вік |
| -------- | ------- | ------------------ | ---------------- | -------------------- |
| Чоловіки | 69      | 15                 | 53               | 1                    |
| Жінки    | 73      | 19                 | 41               | 13                   |
| Разом    | 142     | 34                 | 94               | 14                   |